# 태풍 사라 (1959년)
1959년 9월 12일에 발생한 태풍 사라(태풍번호 5914, JTWC 지정 번호 14W, 국제명 SARAH)는 열대저기압 등급 중에서 가장 높은 “카테고리 5급”까지 발달했던 태풍으로, 대한민국 최대 명절인 추석날 한반도를 강타하여 당시 사회에 큰 상처를 남겼다. 일본에서는, 미야코섬 태풍(宮古島台風)으로 불린다. 거의 없는 4등급의 태풍으로 영향을 준 태풍 중 하나이며, 일본 홋카이도까지 1등급의 태풍의 세력을 유지한 매우 강한 태풍으로 기록되었다.

## 개요
1959년 9월 12일 괌 섬 서쪽 해상에서 발생한 태풍 사라는 점차 발달하면서 북서진하여, 9월 15일 오후 3시경 일본 오키나와현의 미야코섬 남동쪽 약 100 km 부근 해상에 이르러서는 중심기압 905 hPa, 최대풍속은 10분 평균으로 70 m/s, 1분 평균으로는 85 m/s 에 달하는 슈퍼태풍 급 태풍이 되었다. 그 후 조금씩 진행 방향을 북북서로 바꾸어 16일 새벽에는 동중국해에 진입, 동시에 전향을 시작하여 한반도를 향해 북상했다. 이때, 태풍의 경로에 위치했던 일본 오키나와현 미야코섬에서는 최저해면기압 908.1 hPa, 최대순간풍속 64.8 m/s 의 기록적인 값이 관측되었다. 이 중, 기압 기록은 태풍 베이브에 의해 관측된 최저해면기압 907.3 hPa 에 이은 현재 일본의 최저해면기압 역대 2위 기록이기도 하다.
전향 후 다소 빠른 속도로 진행한 태풍은 북위 26도를 넘어서면서부터 서서히 쇠퇴해, 북위 30도를 돌파한 시점에서는 그 세력이 최성기 시에 비해서 다소 약화되어 있었지만 그럼에도 중심기압 935 hPa / 최대풍속 60 m/s 정도의 매우 강한 세력을 유지하였고, 당시 추석이었던 9월 17일 오전 12시경에 중심기압 945 hPa / 최대풍속 55 m/s 라는, 한반도 기상 관측 사상 최강이라 할 수 있는 세력으로 부산 부근을 통과했다. 이윽고 동해상까지 진출했으며, 일본 홋카이도를 거쳐 9월 19일 오전 9시에는 사할린섬 부근 해상에서 온대저기압으로 바뀌었다.
태풍이 북상하면서 다소 동쪽으로 치우침에 따라 부산 부근을 통과하는 경로가 되어, 한반도의 대부분이 태풍의 가항반원에 들어가 최악의 상황은 면할 수 있었다. 그러나 중심기압 945 hPa 의 강력한 세력으로 한반도에 접근한 태풍 사라의 위력은 한반도에 영향을 미쳤던 과거의 다른 태풍에 비해 월등한 것으로, 상륙을 하지 않았음에도 남부 지방에서는 전례 없는 폭풍우가 내렸다. 호우와 함께 동반된 강풍으로 제주에서는 최대순간풍속 46.9 m/s 가 관측되어 당시 최대순간풍속 역대 1위를 기록했으며, 그 외에도 울릉도에서 46.6 m/s, 여수에서 46.1 m/s 등을 관측했다. 여기에 남해안 지역에서는 태풍의 낮은 중심기압에 의한 해일까지 발생하여 피해를 키웠다. 당시에는 사라와 같은 강력한 태풍의 내습에 대처할만한 방재시스템을 제대로 갖추지 못했기 때문에 전국, 특히 경상남도와 경상북도에서 상당한 피해를 입었다.
한편, 태풍이 지나가던 1959년 9월 17일 부산에서 관측된 최저해면기압 951.5 hPa 은 60여 년이 지난 2022년까지 그 기록이 깨지지 않아 아직까지 최저해면기압 부문 역대 1위 기록으로 남아있다.

## 기록

### 한국에서의 기록
- 최대순간풍속 (상위 4지점)
  - 제주 46.9 m/s
  - 울릉도 46.6 m/s
  - 여수 46.1 m/s
  - 부산 42.7 m/s

- 최대풍속 (상위 4지점)
  - 여수 35.5 m/s
  - 부산 34.7 m/s
  - 제주 33.5 m/s
  - 울산 31.7 m/s

- 최저해면기압 (상위 4지점)
  - 부산 951.5 hPa
  - 울산 956.6 hPa
  - 포항 964.8 hPa
  - 제주 965.1 hPa

- 일최다강수량 (상위 3지점)
  - 제주 168.1 mm
  - 강릉 165.5 mm
  - 울산 157.4 mm

#### 참고
태풍 사라가 한반도에 영향을 미치던 1959년에는 관측 지점이 주로 큰 도시에 한정되어 있어, 당시 관측된 풍속 및 강수량 등의 기록이 최근의 태풍에 비해 극히 부족한 편이다. 따라서, 태풍 사라에 의한 최대순간풍속의 극값은 제주에서 관측된 46.9 m/s이지만, 다른 장소에서 이보다 강한 바람이 불었을 가능성도 존재한다. 왜냐하면, 태풍이 남부 지방 전체에 영향을 미쳤던 반면에 기상 요소의 관측은 남부 지방의 일부에서만 행해지고 있었기 때문이다.

### 일본에서의 기록
- 최대순간풍속
  - 미야코섬 64.8 m/s
  - 구메지마 46.8 m/s

- 최대풍속
  - 미야코섬 53.0 m/s
  - 구메지마 34.0 m/s

- 최저해면기압
  - 미야코섬 908.1 hPa
    - 최저해면기압 부문 일본의 역대 2위 기록

  - 이즈하라 970.8 hPa

## 피해

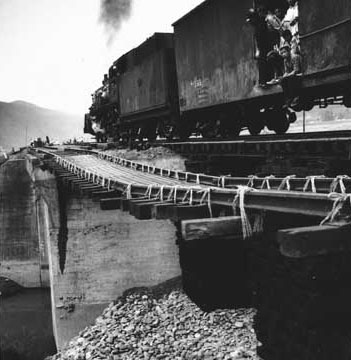
끊긴 선로 다리

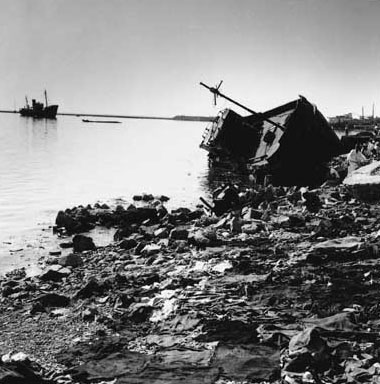
좌초된 어선

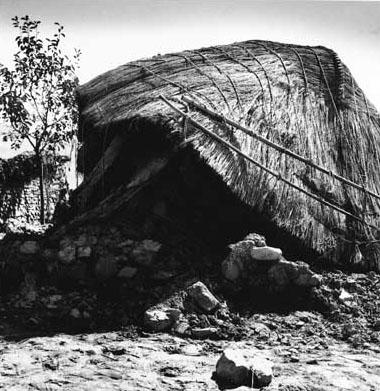
무너진 민가

### 대한민국
- 인명 피해[5]
  - 사망·실종 849명
  - 부상자 2533명
  - 이재민 37만 여명
- 재산 피해[5]
  - 2800억여 원 (2006년 화폐가치 기준)

대부분의 피해는 강풍보다는 주로 호우와 해일에 의한 것이었다. 호우로 하천이 범람하거나 역류했고, 태풍의 중심에 가까웠던 경상남도 남해안에서는 해일까지 발생하여 각지의 침수 피해 면적이 집계하기 힘들 만큼 매우 광범위했다. 때문에 피해 주택은 1만여 동, 침수된 농경지는 20만여 ha 에 이르렀고, 이재민은 37만 명이 넘었다.
전국적으로 도로 10226개소, 제방 1618개소, 축대 152개소, 교량 2개소가 유실 되거나 파손되는 등, 공공시설의 피해도 컸으며 해상에서는 강풍에 의한 높은 파도와 해일이 겹치면서 9천 척이 넘는 선박이 파손되거나 침몰했다. 인명 피해는 사망·실종 849명, 부상자 2533명에 달해, 대한민국 정부 수립 이래 최대의 자연재해가 되었다. 특히 경상도 지역의 피해가 너무도 극심했기 때문에, 꽤 오랜 시간이 지난 현재까지 사라는 악명높은 태풍의 대명사로 꼽히고 있다.

### 일본
태풍은 일본에도 직접적인 영향을 미쳐, 태풍의 위험반원에 놓여있던 일본의 오키나와, 규슈, 홋카이도를 중심으로 사망·실종 99명, 부상자 509명의 인명 피해가 나왔다. 그중 오키나와 미야코섬의 피해는 매우 심각하여, 태풍 사라는 일본 기상청에 의해 미야코섬 태풍으로 명명되었다.

## 그 외
태풍 사라의 경로는, 일본 기상청에서는 대한해협을 통과하여 한반도에는 상륙하지 않은 것으로 해석하지만, JTWC에서는 태풍이 경남 충무 (현 통영시) 앞 바다를 통과한 뒤, 거제/진해/부산/울산/포항 등을 거쳐 동해상으로 빠져나갔던 것으로 해석하고 있다. 두 곳은 모두 공신력있는 기관으로서, 어느 쪽의 해석이 옳다고 할 수는 없다. 이따금, 태풍 사라에 대해 언급하는 서적이나 기사 등에서는 “태풍 사라는 남해안에 상륙했다” 혹은 “태풍 사라는 대한해협을 통과했다” 로 차이를 보이는 경우가 있는데, 둘 다 맞는 것으로 보아도 무방하다.

## 관련 통계
| 순위 | 태풍번호       | 태풍이름            | 최대풍속 (1분 평균) |
| ---- | -------------- | ------------------- | ------------------- |
| 1위  | 6118           | NANCY               | 185 kt              |
| 2위  | 6124           | VIOLET              | 180 kt              |
| 3위  | 5822           | IDA                 | 175 kt              |
| 4위  | 1330 1614 2019 | HAIYAN MERANTI GONI | 170 kt              |
| 5위  | 1923 7920 2102 | HALONG TIP SURIGAE  | 165 kt              |
| 6위  | 1919 1013      | HAGIBIS MEGI        | 160 kt              |
| 7위  | 1821           | JEBI                | 155 kt              |
| 8위  | 1826           | WUTU                | 150 kt              |
| 9위  | 1902           | WUTIP               | 145 kt              |
| 10위 | 1626           | NOCK-TEN            | 140 kt              |

| 순위  | 태풍 번호                      | 태풍 이름                      | 상륙 시(직전) 중심 기압        | 상륙 지점                      |
| ----- | ------------------------------ | ------------------------------ | ------------------------------ | ------------------------------ |
| 1위   | 5914*                          | 사라                           | 942 hPa                        | 경남 거제도                    |
| 2위   | 0314                           | 매미                           | 950 hPa                        | 경남 고성군 부근               |
| 2위   | 2009                           | 마이삭                         | 950 hPa                        | 부산광역시 부근                |
| 3위   | 2010                           | 하이선                         | 955 hPa                        | 울산광역시 부근                |
| 3위   | 2211                           | 힌남노                         | 955 hPa                        | 부산광역시 부근                |
| 4위   | 0014                           | 사오마이                       | 959 hPa**                      | 경남 고성군 부근               |
| 5위   | 0215                           | 루사                           | 960 hPa                        | 전남 고흥군                    |
| 5위   | 9503                           | 페이                           | 960 hPa                        | 남해도                         |
| 6위   | 1216                           | 산바                           | 965 hPa                        | 남해도                         |
| 6위   | 8613                           | 베라                           | 965 hPa                        | 충남 보령시 부근               |
| 6위   | 5707                           | 아그네스                       | 965 hPa                        | 경남 사천시 부근               |
| ※비고 | *JTWC 해석의 한반도 상륙 태풍. | *JTWC 해석의 한반도 상륙 태풍. | *JTWC 해석의 한반도 상륙 태풍. | *JTWC 해석의 한반도 상륙 태풍. |
| ※비고 | **통영에서의 실측치.           |                                |                                |                                |

| 순위 | 태풍 번호 | 태풍 이름     | 최저 해면 기압 | 관측 연월일 | 관측 장소 |
| ---- | --------- | ------------- | -------------- | ----------- | --------- |
| 1위  | 5914      | 사라          | 951.5 hPa      | 1959/9/17   | 부산      |
| 2위  | 0314      | 매미          | 954.0 hPa      | 2003/9/12   | 통영      |
| 3위  | 2211      | 힌남노        | 955. hPa       | 2022/9/6    | 부산      |
| 4위  | 2009      | 마이삭        | 957.0 hPa      | 2020/9/03   | 거제      |
| 5위  | 2010      | 하이선        | 957.6 hPa      | 2020/9/07   | 부산      |
| 6위  | 3693      | (태풍 3693호) | 959.4 hPa      | 1936/8/27   | 제주      |
| 7위  | 0014      | 사오마이      | 959.6 hPa      | 2000/9/16   | 통영      |
| 8위  | 8705      | 셀마          | 961.5 hPa      | 1987/7/15   | 서귀포    |
| 9위  | 8712      | 다이너        | 961.7 hPa      | 1987/8/31   | 부산      |
| 10위 | 1215      | 볼라벤        | 961.9 hPa      | 2012/8/28   | 흑산도    |

| 순위 | 태풍 번호 | 태풍 이름 | 최대 순간 풍속 | 관측 연월일 | 관측 장소 |
| ---- | --------- | --------- | -------------- | ----------- | --------- |
| 1위  | 0314      | 매미      | 60.0 m/s       | 2003/9/12   | 제주      |
| 2위  | 0012      | 프라피룬  | 58.3 m/s       | 2000/8/31   | 흑산도    |
| 3위  | 0215      | 루사      | 56.7 m/s       | 2002/8/31   | 고산      |
| 4위  | 1618      | 차바      | 56.5 m/s       | 2016/10/5   | 고산      |
| 5위  | 1913      | 링링      | 54.4 m/s       | 2019/9/7    | 흑산도    |
| 6위  | 0711      | 나리      | 52.4 m/s       | 2007/9/17   | 울릉도    |
| 7위  | 1215      | 볼라벤    | 51.8 m/s       | 2012/8/28   | 완도      |
| 8위  | 9219      | 테드      | 51.0 m/s       | 1992/9/25   | 울릉도    |
| 9위  | 2009      | 마이삭    | 49.2 m/s       | 2020/9/3    | 고산      |
| 10위 | 8613      | 베라      | 49.0 m/s       | 1986/8/28   | 울진      |

| 순위 | 태풍 번호 | 태풍 이름 | 사망·실종(명) |
| ---- | --------- | --------- | ------------- |
| 1위  | 3693      | 3693호    | 1,232         |
| 2위  | 2353      | 2353호    | 1,157         |
| 3위  | 5914      | 사라      | 849           |
| 4위  | 7214      | 베티      | 550           |
| 5위  | 2560      | 2560호    | 516           |
| 6위  | 1428      | 1428호    | 432           |
| 7위  | 3383      | 3383호    | 415           |
| 8위  | 8705      | 셀마      | 345           |
| 9위  | 3486      | 3486호    | 265           |
| 10위 | 0215      | 루사      | 246           |

## 같이 보기
- 1959년 태풍
- 한반도의 태풍